# Copa de Serbia 2016-17
La Copa de Serbia 2016-17 fue la XI edición del torneo de fútbol serbio. Inició en septiembre de 2016, finalizando en mayo del 2017. El campeón defensor Partizan, retuvo el título al vencer al Estrella Roja de Belgrado por marcador de 1-0, lo que le dio un cupo a la siguiente temporada de la Liga Europea de la UEFA.

## Calendario
| Ronda            | Fechas                           | Eliminatorias | Clubes  | Detalles del formato |
| ---------------- | -------------------------------- | ------------- | ------- | --- |
| Ronda preliminar | 7 de septiembre de 2016          | 3             | 35 → 32 | Incorporaciones: Últimos 5 clasificados de la Prva Liga y los 5 campeones regionales. Exentos: 11 equipos de la Prva Liga Srbija. Equipo local: Los 5 campeones regionales. Formato de eliminatorias: A un partido.                        |
| Primera ronda    | 21 de septiembre de 2016         | 16            | 32 → 16 | Incorporaciones: Clubes participantes de la Superliga y exentos de la Prva Liga. Equipo local: Los equipos de categorías inferiores a la Prva Liga, en caso contrario, se determina por el sorteo. Formato de eliminatorias: A un partido. |
| Octavos de final | 26 de octubre de 2016            | 8             | 16 → 8  | Equipo local: Los equipos de categorías inferiores a la Prva Liga, en caso contrario, se determina por el sorteo. Formato de eliminatorias: A un partido.                                                                                  |
| Cuartos de final | 5 de abril de 2017               | 4             | 8 → 4   | Equipo local: Se determina por el sorteo. Formato de eliminatorias: A un partido. |
| Semifinales      | 26 de abril y 10 de mayo de 2017 | 2             | 4 → 2   | Equipo local: Se determina por el sorteo. Formato de eliminatorias: A doble partido. |
| Final            | 27 de mayo de 2017               | 1             | 2 → 1   | Equipo local: Se determina por el sorteo. Formato de eliminatorias: A un partido. Clasificación: El ganador accede a la primera ronda de la Liga Europa de la UEFA.                                                                        |

## Ronda preliminar
| 7 de septiembre de 2016, 16:00 | Žarkovo                                               | 1:1 (1:1) (t. s.)(4:3 p.)  | Loznica                                           | Estadio Rey Pedro I, Belgrado                      |                                                    |
|                                | - Stevanović 1'                                       |                            | - 27' Đurić                                       | Asistencia: 250 espectadores Árbitro(s): Ana Minić | Asistencia: 250 espectadores Árbitro(s): Ana Minić |
|                                |                                                       | Tiros desde el punto penal |                                                   |                                                    |                                                    |
|                                | - Stojanović - Janković - Jeremić - Bainović - Aničić |                            | - Maksimović - Matić - Nikolić - Janković - Đurić |                                                    |                                                    |

| 7 de septiembre de 2016, 16:00 | Polet Ljubić                  | 2:0 (1:0) | Radnički 1923 | Estadio FK Polet, Ljubić                                       |                                                                |
|                                | - Strizović 40' - Nezević 71' |           |               | Asistencia: 300 espectadores Árbitro(s): Ljubiša Borisavljević | Asistencia: 300 espectadores Árbitro(s): Ljubiša Borisavljević |

| 7 de septiembre de 2016, 16:00 | Trepča | 0:3 (0:2) | Sloboda Užice                 | Estadio Gradski, Zvečan                                 |                                                         |
|                                |        |           | - 23' 54' Đerić - 45' Nešović | Asistencia: 500 espectadores Árbitro(s): Dragan Čolović | Asistencia: 500 espectadores Árbitro(s): Dragan Čolović |

- Datos: Q25440413